# Anisogomphus solitaris
Anisogomphus solitaris és una espècie de libèl·lula pertanyent a la família Gomphidae.

## Hàbitat
Viu als rius i aiguamolls.

## Distribució geogràfica
És un endemisme de Sri Lanka.

## Estat de conservació
No se n'ha vist cap exemplar viu des de fa més de 30 anys i hom tem que s'hagi extingit a causa de la destrucció dels boscos, la desaparició dels corredors forestals al llarg dels rierols i la contaminació.